# Eden Prairie
Eden Prairie és una població dels Estats Units a l'estat de Minnesota. Segons el cens del 2000 tenia 54.901 habitants.

## Demografia
Segons el cens del 2000, Eden Prairie tenia 54.901 habitants, 20.457 habitatges, i 14.585 famílies. La densitat de població era de 654,4 habitants per km².
Per edats la població es repartia de la següent manera: un 30,5% tenia menys de 18 anys, un 6,2% entre 18 i 24, un 35,6% entre 25 i 44, un 22,9% de 45 a 60 i un 4,9% 65 anys o més.
L'edat mediana era de 34 anys. Per cada 100 dones de 18 o més anys hi havia 92,8 homes.
La renda mediana per habitatge era de 78.328 $ i la renda mediana per família de 93.258 $. Els homes tenien una renda mediana de 62.303 $ mentre que les dones 39.196 $. La renda per capita de la població era de 38.854 $. Entorn del 2,8% de les famílies i el 3,5% de la població estaven per davall del llindar de pobresa.

## Poblacions més properes
El següent diagrama mostra les poblacions més properes.